# Топильче (село)
Топильче (укр. Топільче) — село в Зелёнской сельской общине Верховинского района Ивано-Франковской области Украины.
Население по переписи 2001 года составляло 204 человека. Занимает площадь 9 км². Почтовый индекс — 78730. Телефонный код — 3432.